# Reaumuria botschantzevii
Reaumuria botschantzevii är en tamariskväxtart som beskrevs av T.I. Tsukervanik och D. Kurbanov. Reaumuria botschantzevii ingår i släktet Reaumuria och familjen tamariskväxter. Inga underarter finns listade.